# Argos (fill de Frixos)
D'acord amb la mitologia grega, Argos (grec antic: Ἄργος) va ser un heroi fill de Frixos i de Calcíope.
Va néixer a la Còlquida, i allà va créixer. L'abandonà de jove per anar a reclamar al seu avi Atamant el regne d'Orcomen. Pel camí va naufragar i va fer cap a l'illa d'Ària, d'on el van recollir els argonautes, juntament amb els seus germans, Frontis, Melas i Citissor. Una altra versió situa la trobada d'Argos i Jàson al palau d'Eetes, a la Còlquida. Argos va facilitar la primera entrevista entre Jàson i Medea. Va marxar amb els argonautes i, arribat a Grècia, es casà amb Perimele, la filla d'Admet, amb la que va tenir un fill, Magnes. També era considerat pare de Budeos, fundador de Budèon, a la Ftiòtida.
Però tot sovint era considerat el constructor i epònim del vaixell Argo, que segons les altres versions era un personatge diferent. A més de mestre d'aixa també era escultor: a Cízic, els argonautes consagre una imatge de Rea feta per ell, i es deia que era l'autor de la imatge més antiga d'Hera a Tirint.